# Baltimore Sportif Club
Il Baltimore Sportif Club è una società calcistica con sede a Saint-Marc (Haiti).
Fondato nel 1974, il club milita nel Campionato haitiano di calcio.
Il club gioca le gare casalinghe allo stadio Parc Levelt che ha una capacità di 5500 posti a sedere.

## Palmarès

### Competizioni nazionali
- Championnat National D1: 4

2005 F, 2006 O, 2007 O, 2011 O
- Super 8: 1

2006
- Trophée des Champions d'Haïti: 1

2007

### Altri piazzamenti
- Campionato per club CFU:

Semifinalista: 2006